# Hugon IV (hrabia Maine)
Hugon IV (zm. 26 marca 1051) – hrabia Maine, syn hrabiego Herberta I i jego nieznanej z imienia żony.
W chwili śmierci ojca, w 1036 r., Hugon był jeszcze dzieckiem i regencję w jego imieniu sprawował jego stryjeczny dziadek, Herbert Baco, gorliwy stronnik hrabiów Andegawenii. Z kolei inna ważna postać sceny politycznej hrabstwa, Gerwazy du Château du Loir, biskup Le Mans, działał na rzecz hrabiów Blois.
Między regentem a biskupem często dochodziło do konfliktów. W końcu, ok. roku 1046, biskup Gerwazy doprowadził do uznania Hugona za wystarczająco dojrzałego do sprawowania samodzielnej władzy. Ożenił go również (14 kwietnia 1046) z Bertą, wdową po księciu Alanie III Bretońskim, córką hrabiego Blois Odona II i Ermengardy, córki Roberta I, hrabiego Owernii. Hugon i Berta mieli razem syna i córkę:
- Herbert II (zm. 9 marca 1062), hrabia Maine
- Małgorzata (ok. 1045 – 1063), zaręczona z Robertem Krótkoudym

Działania biskupa wywołały reakcję hrabiego andegaweńskiego Godfryda, którego wasalami byli hrabiowie Maine. Zaatakował on hrabstwo co rozpoczęło wieloletni okres niepokojów w Maine, wypełniony walkami między stronnikami Andegawenów i hrabiów Blois, oraz interwencjami książąt Normandii. Hugon zmarł u progu tego zamętu, w 1051 r.